# Контопулос, Димитрис
Димитрис Контопулос (греч. Δημήτρης Κοντόπουλος род. 9 ноября 1971, Афины, Греция) — греческий композитор, автор многих песенных композиций, известный своими работами с такими исполнителями, как Сергей Лазарев, Сакис Рувас, Фарид Мамедов, Анна Висси, Demy, Костас Мартакис (Kostas Martakis), Ани Лорак, Дмитрий Колдун и др.

## Личная жизнь
Димитрис родился 9-го ноября 1971 года в Афинах. Получил образование в области музыки в Лос-Анджелесе. В повседневной жизни, Контопулос — муж и отец двоих детей. Он не любит давать интервью, мелькать на экране и видеть свои фотографии в журналах. Старается избегать гламурных тусовок и сильно боится что его будут узнавать на улицах. Он считает, что это очень ограничивает свободу и прямое вмешательство в личную жизнь, которую он так бережет от посторонних глаз.

## Карьера
Студия VOX существует с 2000 года. За это время было выпущено 35 альбомов, 16 из которых — платиновые, написана музыка к 12 фильмам (гр. Λούφα και παλαγγη — Σειρήνες στο Αιγαίο, Η Λίζα και οι άλλοι), к пяти театральным постановкам и к примерно к двадцати телевизионным роликам. Контопулос — автор таких известных хитов как гр. «Ανατροπή» Костаса Мартакиса, «Ολα γύρο σου γυρίζουν», «Και σε θέλω», «‘Ηρθες» — Сакис Рувас, «Welcome to the Party» (Анна Висси), «Μόνη μου» и «Ετσι είναι οι σχέσεις» (Иро), «Πάνω στη τρελά μου» (Ванесса Адамопулу), «Για ένα λεπτό» (Яннис Вардис), «Εσένα μονο» (Кэти Гарби), «Μείνε μαζί μου απόψε» (Ирини Меркури) — саундтрек к фильму «Η Λίζα και όλοι οι άλλοι», «Τρελαίνομαι» (Элисавет Спану) и др.. Во многих композициях он также является автором стихов. Помимо этого, Димитрис выступал в роли продюсера, делая обработки и аранжировки композиций для Елены Папаризу («Number One»), и двух её последних альбомов), Сарбеля (Γειά σου Μαριά), Михалиса Хадзиянниса (альбом Κρυφό φιλί) и Дмитрия Колдуна (Work your Magic). И этот список далеко не полный. В 2003 году, Контопулос получил награду «Арион» в номинации «Лучший альбом года», которым стал «Απογείωση» певицы Иро. В конце 2007 Димитрис окончил работу над двумя фильмами, двумя сериалами, и над выпуском альбомов пяти исполнителей, среди которых Элли Коккину, Пеги Зина (сингл «Είμαι εδώ»), София Страти и Костас Мартакис.
В 2008 году, Контопулос участвовал в отборочном финале Греции для участия в конкурсе песни Евровидение-2008. Первый раз, Димитрис Контопулос подавал заявку с Яннисом Вардисом (сыном другого знаменитого певца Антониса Вардиса), которому он написал композицию «μια στιγμή» (один момент). Несмотря на то, что была выбрана другая песня, композиция Контопулоса продержалась в хит параде страны 11 недель. Вторая попытка состоялась в 2006 году с Анной Висси и песней «Welcome to the party». Но и в этот раз на конкурс отправилась другая песня. Контопулос так же пробовал себя на российской сцене, написав песню «Shadows» для Анастасии Стоцкой снова для участия в Евровидении. И тогда композиция потерпела неудачу.
В 2009 Контопулос представил 3 композиции: «Out of Control», «Right on Time», «This is our Night». Все три песни исполнил певец Сакис Рувас для участия в конкурсе «Евровидение». В феврале того же года, на национальном финале, телезрители и жюри выбрали композицию «This is our Night» с которой Рувас поехал представлять страну на конкурсе. В Москве, согласно голосованию телезрителей и профессионального жюри, композиция заняла 7-е место в финале конкурса.
В 2013 году, Контопулос написал песню «Hold Me» для азербайджанского певца Фарида Мамедова, который выступил с ней в Мальме на Евровидении 2013 и занял там 2 место
В 2014 году Контопулос пишет совместно с Филиппом Киркоровым композицию «Shine», с которой Сёстры Толмачёвы отправляются на Евровидение 2014 от России. Сёстры Толмачёвы преодолели полуфинальный барьер, и выступили в финале конкурса, заняв 7-е место по итогам голосования.
В 2016 году Контопулос вновь с Филиппом Киркоровым пишут песню «You Are The Only One», с которой Сергей Лазарев представил Россию на Евровидении 2016, заняв 3 место.
В 2018 году Димитрис написал песню «X My Heart» для азербайджанской певицы Айсель, которая представила свою страну на Евровидении 2018 и не смогла пройти в финал
В 2019 году Димитрис Контопулос пишет песню «Scream», с которой Сергей Лазарев представил Россию на Евровидении 2019, заняв 3 место.
В 2020 году Димитрис работал над песнями «Superg!rl» Стефании из Греции, «What Love Is» Уку Сувисте из Эстонии и «Prison» Натальи Гордиенко из Молдовы для конкурса Евровидение 2020. В итоге конкурс был отменен.
В 2021 году Контопулос вновь работает над песнями для Стефании, Уку Сувисте и Натальи Гордиенко, а также Анхелы Перистери из Албании для конкурса Евровидение 2021. Эстонская «The Lucky One» не смогла пройти в финал, заняв 13 место в полуфинале, албанская «Karma» заняла 21 место, молдавская «Sugar» заняла 13 место, а греческая «Last Dance» - 10 место
В 2024 году, песня Контопулоса «Liar» участвовала в конкурсе Евровидение 2024. Исполнявшая ее певица Силия Капсис с Кипра, заняла 15 место. По многочисленным сливам в интернете, выяснилось, что эта песня предназначалась для Мелиссы Манцзукис и должна была быть исполнена от Греции на конкурсе прошлого года, однако из-за скандала связанного с внутренним отбором, вместо нее на конкурс поехал Виктор Верникос
В 2025 году, Димитрис стал соавтором композиции «Shh», которую исполнил Тео Эван на Евровидении-2025 от Кипра. В финал артист попасть не смог, заняв 11 место с разницей в 2 балла.

## Премии Arion
- 2003 году — победил в номинации «лучший поп-альбом» Απογείωση, ΗΡΩ
- 2006 году — победил в номинации «лучшая поп-композиция» Πάνω στην τρέλα μου, Ванесса Адамопулу
- 2006 году — победил в номинации «лучший саундтрек к фильму» «Λούφα και Παραλλαγή»
- 2007 году — победил в номинации «лучшая поп-композиция» «Ολα γύρω σου γυρίζουν», Сакис Рувас

## Дискография
- Иро «Etsi eimai Ego» Virgin
- Иро «Apogeiosi» Virgin
- Иро «Koita me anteho» Virgin
- Кэти Гарби «Emmones Idees» Columbia (Sony)
- Ирини Меркуриi «Meine mazi mou apopse» Columbia (Sony)
- Костас Доксас «I Liza kai i alli» Columbia (Sony)
- Яннис Вардис «Pes mou ti niotheis» Heaven
- Аспа Тсина «Yalina Oneira» Heaven
- Антонис Вардис «Thelo na matho» Heaven
- Йоргос Мазонакис «Koita me» Heaven
- Сакис Рувас «21os Akatallilos» Minos EMI
- Алека Канеллиду «Argises» Minos EMI
- Михалис Хадзияннис «Krifo Fili»’ Universal
- Михалис Делта «Dekapentaugoustos» V2
- Марина Хандри «Marina Chandri CD Single’ V2
- All Stars ‘Tha skisi i omada’ Sony
- Апостолия Зои „Schedon pote“

## Фильмы
- „I Liza kai i alli“
- „Vitsia gynaikon“
- „Dekapentaugoustos“
- „E.D.E.M.“
- „Apoliti Stigmi“
- „Giro Giro Oloi“
- „Money Go Round“
- „The Midnight Kicker“
- „How To Escape“
- „Christmas Gift“
- „Trapped“
- „Loufa kai paralagi, sirines sto Aigaio“
- „Psyhraimia“

## Театр
- „Kammena Vourla“
- Ta paidia stin exousia»
- «Oliki Eklipsi»
- Ta dakria tis Kleitemnistras"
- «Franky and Johnny»

## TB
- «Schedon pote»
- «Ola edo plirononte»

## Реклама
- Bold & Ogilvy
- Leousi
- Status
- AudioVisual
- Kino
- Stefi
- Anosi
- Red Code
- Ekso
- Max
- Foss
- Comrade
- Modiano
- Studio ATA
- Upstream